# Руденко Сергій Володимирович
Сергій Володимирович Руденко (нар. 8 грудня 1958, Вінниця, УРСР) — радянський та український футболіст, захисник, по завершенні кар'єри — український футбольний тренер.

## Кар'єра гравця
Вихованець вінницького «Локомотиву», перші тренери — М. Петров та О Воєводкін. У 1976 році розпочав футбольну кар'єру у вінницькому «Локомотиві». потім призваний на військову службу. По завершенні військової служби в 1979 року повернувся до вінницького клубу, який змінив назву на «Ниву» (Вінниця). У 1985 році захищав кольори «Атлантика» (Севастополь), але повернувся наступного сезону повернувся в «Ниву». Влітку 1992 року перейшов до житомирського «Хіміка», в якому й завершив кар'єру в сезоні 1992/93 року.

## Кар'єра тренера
По завершенні кар'єри гравця розпочав тренерську діяльністю. З 2010 року тренував аматорську команду ФК «Вінниця». У 2013 році «городяни» стартували в аматорському чемпіонаті України.